# Pintade noire
Agelastes niger
Espèce
Statut de conservation UICN

 LC  : Préoccupation mineure
La Pintade noire (Agelastes niger) est une espèce d'oiseau appartenant à la famille des Numididae.

## Description
Cet oiseau mesure 50 cm de longueur.

## Répartition
Elle vit sur le sol dans les prairies d'Afrique centrale.

## Alimentation
Elle se nourrit d'insectes et de graines.

## Reproduction
Sa durée d'incubation est de 25 jours.